# Arthur Leesch
Arthur Leesch (Chenoa, 23 gennaio 1894 – Lussemburgo, 1955) è stato un calciatore lussemburghese, di ruolo attaccante.